# Проєктування взаємодії
Дизайн взаємодії (англ. Interaction Design, IxD) — це практика проєктування інтерактивних цифрових продуктів, середовищ, систем та послуг. Окрім цифрових, дизайн взаємодії також застосовують для створення фізичних продуктів, досліджуючи те, як користувач взаємодіє з ними. Тематика дизайну взаємодії охоплює дизайн, людино-машинну взаємодію та розробку програмного забезпечення.
Проєктування взаємодії, подібно до інших галузей дизайну, бере до уваги форму, проте, основний фокус зміщений на поведінку користувача. Замість аналізу явищ, дизайн взаємодії синтезує їх та уявляє, якими вони могли би бути. Ця якість відрізняє його від науки або інженерії.

## Історія
Термін дизайн взаємодії ввели Білл Могрідж та Білл Верпланк у середині 1980-х. Протягом наступних 10 років концепція закріпилася у галузі дизайну. Для Верпланка дизайн взаємодії був адаптацією терміна «дизайн інтерфейсу користувача» з комп’ютерних наук, який використовувався в індустріальному дизайні. А для Могріджа вдосконаленням його ідеї «soft-face», якою він описував застосування принципів промислового дизайну до продуктів програмного забезпечення.
Першими програмами в галузі дизайну для інтерактивних технологій стали Visible Language Workshop, започаткована Мюріел Купер в Массачусетському технологічному університеті 1975 року, та Програма інтерактивних телекомунікацій, заснована у Нью-Йоркському університеті 1979 року Мартіном Елтоном, а згодом очолена Редою Бернс.
Більшість принципів дизайну взаємодії сформулював у своїй книзі «Дизайн звичних речей» Дональд Норман.
Перша академічна програма, офіційно названа «Дизайн взаємодії», була створена в Університеті Карнегі-Меллона 1994 року, за нею готували магістрів дизайну в галузі взаємодії. Спочатку програма зосереджувалася на інтерфейсах екранів, а згодом на аспектах взаємодії «великої картини» — людях, організаціях, культурі, службі та системі.
1990 року Джилліан Кремптон Сміт заснувала магістратуру в галузі комп'ютерного дизайну в Королівському коледжі мистецтв (RCA) у Лондоні. 2005 року спеціалізацію перейменували на Design Interactions, очолив її Ентоні Данн. 2001 року Кремптон Сміт допомогла відкрити Інститут дизайну взаємодій Іврея (IDII) в Північній Італії, присвячений виключно проєктуванню взаємодії. Інститут переїхав до Мілана 2005 року та об’єднався з Domus Academy. 2007 року деякі науковці, які брали участь у заснуванні IDII, створили Копенгагенський інститут проєктування взаємодії (CIID).
У 1998 році Шведський фонд стратегічних досліджень заснував Інтерактивний інститут — шведський науково-дослідний інститут у галузі дизайну взаємодії.

## Методології

### Цілеорієнтоване проєктування
Цілеорієнтоване проєктування (цілеспрямований дизайн) — підхід до проєктування користувацького інтерфейсу, заснований на персонажах та їхніх цілях.
Цілі користувачів часто суттєво відрізняються від припущень щодо них. Наприклад, інтерфейси, розроблені з урахуванням потреб постачальника продуктів/послуг, не відповідатимуть потребам клієнтів.
Процес цілеорієнтованого проєктування складається з таких етапів:
1. Дослідження:
  - охоплення (визначення цілей та графіку проєкту);
  - аудит (вивчення доступних документів та реальних продуктів);
  - інтерв’ю з особами, які ухвалюють рішення (пояснення образу продукту та наявних обмежень);
  - інтерв’ю та спостереження за користувачами (пояснення потреб користувачів та вивчення їхньої поведінки);
2. Моделювання:
  - персонажі (створення архетипів користувачів та клієнтів);
  - інші моделі (представлення особливостей предметної галузі, не пов’язаних з окремими користувачами та клієнтами);
3. Формулювання вимог:
  - контекстні сценарії (складання історій про ідеальний користувацький досвід);
  - вимоги (визначення критичних можливостей продукту);
4. Проєктування інфраструктури:
  - елементи (опис інформаційної та функціональної моделі);
  - інфраструктура (проєктування загальної структури досвіду взаємодії);
  - основні та перевірочні сценарії (опис взаємодії персонажа з продуктом);
5. Деталізація:
  - детальне проєктування (доопрацювання та уточнення деталей);
6. Супровід проєктування:
  - коригування специфікації (врахування нових обмежень та термінів).

### Персонаж
Метод персонажа (Personas) — це метод проєктування та визначення цільової аудиторії. На противагу «сухій» статистиці демографічних показників цільової аудиторії (вік, стать, посада, рівень доходу) цей метод ґрунтується на розумінні того, як клієнти поводяться, чому вони так роблять і яка інформація потрібна їм для ухвалення рішення.
Персонаж — типовий представник цільової аудиторії продукту. Персонаж не відображає реальну людину, це збірний образ, який описують на основі поведінки та мотивів багатьох користувачів. Персонаж охоплює опис дій, які здійснює користувач, а також їх причини.

### Когнітивні вимірювання
Структура когнітивних вимірювань забезпечує термінологічний апарат для оцінки та модифікації дизайнерських рішень. Когнітивні вимірювання пропонують легкий підхід до аналізу якості дизайну, а не поглиблений, детальний опис. Вони забезпечують загальну термінологію для обговорення позначень, користувацького інтерфейсу або дизайну мови програмування.
Вимірювання дають високий рівень опису інтерфейсу та того, як користувач взаємодіє з ним. До таких вимірювань належать: послідовність, схильність до помилок, важкі розумові операції, в’язкість та передчасне зобов’язання тощо.

### Емоційна взаємодія
Дизайнери повинні знати про елементи, які впливають на емоційні реакції користувачів. Наприклад, продукти повинні викликати позитивні емоції, уникаючи негативних. До інших важливих аспектів належать мотиваційний, навчальний, творчий, соціальний та переконливий вплив. Одним із способів, який може передати такі аспекти, є використання динамічних іконок, анімації та звуку, які допомагають спілкуватися, створюючи враження інтерактивності. На прийняття можуть впливати такі аспекти інтерфейсу як шрифти, колірні палітри та графічні макети.

## П’ять аспектів проєктування взаємодії
Чотири з п'яти аспектів (англ. Dimension) проєктування вперше описав Могрідж у своїй книзі «Designing Interactions». П'ятий аспект пізніше ввів Кевін Сілвер. До аспектів дизайну взаємодії належать:
- слова;
- візуальне уявлення;
- фізичні об'єкти або простір;
- час;
- поведінка.

## Асоціація дизайну взаємодії
Асоціація інтерактивного дизайну (Interaction Design Association, IxDA) була створена 2003 року для підтримки спільноти. Організація налічує понад 80 000 членів та більше 173 місцевих груп. IxDA організовує щорічну конференцію з інтерактивного дизайну Interaction та нагородження Interaction Awards.